# La fenice libertaria
La fenice libertaria è un componimento poetico in forma di poema in trenta endecasillabi scritto da Luigi Tribaudino e pubblicato nel 2006 dalla casa editrice milanese Lampi di stampa.

## Soggetto
Il volume - che ha per sottotitolo La lunga marcia di fra' Dolcino - è dedicato, appunto, alla figura e alle gesta del predicatore ed eretico novarese perseguitato dalla Santa Inquisizione nel XIV secolo e ucciso sul rogo assieme alla sua compagna Margherita di Trento e a molti suoi seguaci.
L'autore sottolinea, nelle note introduttive, come le gesta del gruppo di fedeli dolciniani che tennero testa alla Chiesa di Roma sui monti fra la Valsesia e la Valle Sessera (in particolare, sul monte che prenderà poi il nome di Rubello, dai ribelli seguaci del religioso), si siano tramandate nel tempo prevalentemente per via orale attraverso i racconti passati di generazione in generazione, rimanendo pressoché limitate, in termini di conoscenza, all'interno delle vallate del vercellese e del biellese che furono teatro di una fra le più sanguinose persecuzioni condotte in nome della religione cattolica.
Visite adolescenziali sui luoghi storici in cui gli eventi si verificarono - corroborate da successivi studi ed approfondimenti - hanno indotto Tribaudino alla scrittura di questo componimento che, lungi dal voler essere una semplice commemorazione moderna della figura del frate rivoluzionario, cerca di affondare, poeticamente, il bisturi del verso che non cerca la rima baciata nelle pieghe di eventi la cui complessità non è stata del tutto - appunto, storicamente - disvelata.

Un'operazione che viene condotta in un parallelismo storico che conduce fino a tempi recenti, con la rievocazione di moderne battaglie dalla Resistenza italiana al fascismo e durante la seconda guerra mondiale, e l'esodo di un popolo - appunto, la lunga marcia rievocata nel sottotitolo dell'opera - sotto la guida di Mao Zedong.
(Luigi Tribaudino, La fenice libertaria - La lunga marcia di fra' Dolcino, IV)

### Dedicato ai "diversi"
Nella nuda parola che si fa poesia, citando Dante che inserisce Fra' Dolcino nel canto XXVIII del suo Inferno, ma mutuando molto dal linguaggio contemporaneo ed appoggiandosi anche a fonemi esteri (come nel caso del termine di lingua inglese contractor, funzionale qui a definire i quattrocento balestrieri genovesi noleggiati dall'armata crociata, ma che nulla potranno contro i valsesiani che conoscono strade e transumanze) l'opera di Tribaudino - nell'impervio ed accidentato percorso analitico, simile per tutto alla particolare conformazione geografica delle Prealpi biellesi - va in cerca più della comprensione non superficiale di un fenomeno sociopolitico di un tempo lontano che non della mera commozione (e commemorazione) agiografica - sorta di lirici affetti - legata ad una figura comunque rilevante sul piano strettamente storico.
Dedicato alle donne e agli uomini perseguitati e assassinati per le loro diversità da tutte le inquisizioni della storia umana, il libro è completato - oltre che dalle note introduttive in cui l'autore rievoca le giovanili gite sui luoghi dolciniani - da una sezione documentaria in due distinti capitoli che dà conto di cosa fu il gruppo degli Apostolici e del significato della resistenza condotta in Valsesia fra il 1260 ed il 1307, e di come era organizzata l'Inquisizione medievale. A completare il tutto è un glossario delle voci di meno facile comprensione ricorrenti nel testo.

## Edizioni
- Luigi Tribaudino, La fenice libertaria - La lunga marcia di fra' Dolcino, Lampi di stampa, 2006,  p. 79, ISBN 88-488-0507-8.